# Cuthona ocellata
Cuthona ocellata is een slakkensoort uit de familie van de Cuthonidae. De wetenschappelijke naam van de soort is voor het eerst geldig gepubliceerd in 1966 door Schmekel.